# ボツワナ独立党
ボツワナ独立党（Botswana Independence Party、略称:BIP）は、ボツワナ共和国の政党。
1964年ボツワナ人民党を離党したメンバーによって結成。党首はモツアマイ・ムフォ（Motsamai Mpho）1994年まで存在し少数野党に終始した。1969年、1974年、1979年、1984年、1989年と5度の国政選挙に参加したが、1969年と1974年の2回の国民議会総選挙でそれぞれ1議席を得るに留まった。1994年ボツワナ自由党と合併して新党独立自由党を結成した。1994年10月15日、独立自由党は総選挙で得票率3パーセント、議席を得られず、まもなく消滅した。